# Kita-Jūsan-Jō-Higashi (metropolitana di Sapporo)
Kita-Jūsan-Jō-Higashi (北13条東駅?, Kita-Jūsan-Jō-Higashi-eki) (H06) è una stazione della metropolitana di Sapporo situata nel quartiere di Higashi-ku, a Sapporo, Giappone, servita dalla linea Tōhō.

## Struttura
La stazione è dotata di due marciapiedi laterali con due binari passanti al centro in sotterranea e così utilizzati:
| 1 | Linea Tōhō | per Sapporo, Ōdōri e Fukuzumi |
| 2 | Linea Tōhō | per Sakaemachi                |

## Stazioni adiacenti
| «                     | Servizio   | »          |
| Linea Tōhō            | Linea Tōhō | Linea Tōhō |
| --------------------- | ---------- | ---------- |
| Higashi-Kuyakusho-Mae | -          | Sapporo    |